# 이의립
이의립(李義立, 1621년 7월 7일(음력 5월 18일)~ 1694년 4월 6일(음력 3월 12일))은 조선시대 인물로 유황 제조법을 발견하였다. 본관은 경주다. 유황과 무쇠가 모두 한국에서 생산되지 않자 이를 찾는 데 일생을 바친 인물이다. 38세 되던 1657년 1월에 농소 달천의 달산에서 무쇠를 발견하였고, 2년 뒤 토철을 용해하는 제련법을 터득하였다. 이듬해는 궁각 280통, 함석 100근, 새철 1000근, 세면포 100필, 주철환 73만 개, 부정 440좌 등을 만들어 훈련도감에 바쳤다. 이에 조선 현종은 그에게 동지중추부사의 벼슬을 하사했다. 또한 그는 유황을 발견하고 유황 제조법을 알아 약용으로 쓰게 하였다. 이렇게 이의립이 나라에 바친 공이 컸으므로 조선 숙종은 그의 3대에 가선대부의 벼슬을 증직하는 한편 달천광산을 하사하였다. 달천광산을 소유하게 된 이의립은 종손이 이를 대를 이어 관리개발하게 하였고 13세손 이은건이 1910년 한일 국치조약 때까지 광산을 경영하였다. 저서로는 《구충당문집》이 있다.

## 참고 자료
- 이진택, 《덕봉집》 권 4, 구충당 이공 행장